# Tilly Vosburgh
Tilly Vosburgh (Londra, 17 dicembre 1960) è un'attrice britannica.

## Biografia
Figlia dello scrittore Dick Vosburgh e dell'attrice Beryl Roques, frequenta la Camden School for Girls di Londra.
Ad appena 13 anni, inizia la carriera di attrice apparendo in diverse serie televisive ma è stata attiva anche nel campo cinematografico, in film come 1921 - Il mistero di Rookford.
È anche insegnante di recitazione presso la London School of Musical Theatre, la Muslim Television Ahmadiyya International e la CPA. 
È sposata dal 2001 con Ade Campbell da cui ha avuto due figli.